# 농구공

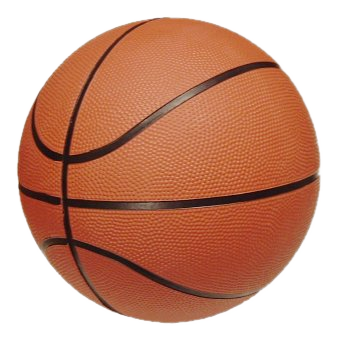
일반적인 농구공

농구공은 농구에서 사용하는 부푼 공이다. 농구공은 일반적으로 지름이 불과 몇 인치(2.54cm)에 불과한 매우 작은 연습용부터 지름이 30cm에 달하며 선수들이 기술을 익힐 때 사용하는 매우 큰 훈련용까지 있다.
거의 모든 농구공은 내부에 부풀 수 있는 공기 주머니를 갖고 있다.
고등학교와 주니어 리그들은 NCAA, NBA, WNBA 규격의 공을 사용하는 것이 일반적이다.